# Gjutberget
Gjutberget är ett naturreservat i Bodens kommun i Norrbottens län.
Området är naturskyddat sedan 1984 och är 0,9 kvadratkilometer stort. Reservatet omfattar berget med detta namn och Starrmyran nedanför i nordost. Reservatet består av tall, gran, björk med inslag av grova aspar. 